# 阿悉烂达干
阿悉烂达干（?—?），唐朝西域宁远国王。
宁远国原来是拔汗那国，又称为破洛那、䥽汗，地望在真珠河（又作质河、今那林河）之北。唐高宗显庆初年，的先祖遏波遣使朝贡唐朝，显庆三年（658年），唐高宗以他为修循州都督、阿了参为刺史。
开元二十七年（739年），阿悉烂达干率军帮助唐朝平定突骑施，因功任骠骑大将军，封奉化王。天宝三年（744年），娶宗室女和义公主，改国号为宁远，赐姓窦姓，此后多次遣使朝贡唐朝。